# Spider-Man (jogo eletrônico de 2018)
Spider-Man (As vezes referido como Marvel's Spider-Man) é um jogo eletrônico de ação-aventura desenvolvido pela Insomniac Games e publicado pela Sony Interactive Entertainment. É baseado nos personagens, mitologia e adaptações em outras mídias do super-herói de histórias em quadrinhos Homem-Aranha da Marvel Comics, tendo sido lançado exclusivamente para PlayStation 4 em 7 de setembro de 2018. Na história, o criminoso super-humano Senhor Negativo organiza um plano para se vingar do prefeito Norman Osborn e assumir o controle do submundo criminal de Nova Iorque. O Homem-Aranha precisa proteger a cidade assim que o Senhor Negativo ameaça lançar um vírus mortal por toda a área, ao mesmo tempo que é forçado a lidar com seus problemas pessoais como Peter Parker.
A jogabilidade é apresentada a partir de uma perspectiva em terceira pessoa, com o foco principal ficando na movimentação e habilidades de combate do Homem-Aranha. O personagem pode navegar livremente por Nova Iorque usando suas teias, também podendo interagir com personagens não jogáveis, assumir e completar missões e desbloquear novos dispositivos e trajes ao progredir pela história principal ou através da realização de diferentes tarefas. O jogador também pode participar de missões paralelas opcionais com o objetivo de conseguir conteúdos extras e itens colecionáveis variados. O combate envolve conectar diversos ataques e usar o ambiente e teias a fim de incapacitar o maior número possível de oponentes.
O desenvolvimento de Spider-Man começou em 2014 e demorou aproximadamente quatro anos, tendo sido a primeira vez na história da Insomniac que a empresa produziu um título licenciado de outra propriedade intelectual. O estúdio recebeu permissão da Marvel para usar qualquer personagem de seu catálogo, com o Homem-Aranha tendo sido o escolhido por ser popular entre a equipe e pelas similaridades da jogabilidade de navegação com seu trabalho anterior em Sunset Overdrive. O projeto de jogo tirou inspiração da história do personagem em diversas mídias, porém a Insomniac e a Marvel queriam contar uma história original não relacionada a uma obra já existente. O universo depois apareceu em romances e histórias em quadrinhos.
O jogo foi um enorme sucesso comercial e de crítica ao ser lançado. Foi muito elogiado por sua narrativa, ambientação, combate e mecânicas de navegação, porém recebeu críticas sobre um projeto de mundo aberto que carecia de originalidade. Vários críticos chamaram Spider-Man de o melhor jogo eletrônico de super-herói já feito, comparando-o favoravelmente com a série Batman: Arkham. Ele foi um dos títulos de maior sucesso do ano, tornando-se um dos jogos de PlayStation 4 mais vendidos de todos os tempos. O enredo principal foi sucedido por um conteúdo para download episódio chamado de Spider-Man: The City that Never Sleeps. Uma expansão autônoma, intitulada Spider-Man: Miles Morales, foi lançada em 12 de novembro de 2020, enquanto que uma sequência, Marvel's Spider-Man 2, foi lançada para PlayStation 5 em 20 de outubro de 2023.

## Jogabilidade

A jogabilidade de Spider-Man, mostrando o Homem-Aranha navegando por Nova Iorque usando seus lançadores de teia.

Spider-Man é um jogo eletrônico de ação-aventura em mundo aberto que se passa em Manhattan, dentro de uma versão ficcional da cidade de Nova Iorque. É apresentado em uma perspectiva em terceira pessoa que mostra o personagem do jogador e permite que a câmera rode livremente ao seu redor. O principal personagem jogável é o super-herói Homem-Aranha, que pode navegar pelo mundo ao pular, usar seus lançadores de teia para disparar teias que lhe permite balançar entre edifícios, correr em paredes e saltar automaticamente sobre obstáculos. O jogador também pode mirar manualmente as teias a fim de se impulsionar para pontos específicos. Objetos físicos são necessários para que as teias se prendam, com o ímpeto e velocidade podendo ser controlados ao soltar a teia em momentos específicos a fim de ganhar altura ou mover-se mais rapidamente. O jogo disponibiliza um sistema de viagem rápida que simula uma viagem dentro do Metrô de Nova Iorque.
O combate faz uso de três botões: um para esquivas, um para ataques físicos e outro para ataques com teias. Estas podem sem usadas para incapacitar inimigos e prendê-los em objetos próximos, removendo-os imediatamente da batalha. Inimigos que são jogados de grandes alturas são automaticamente presos em superfícies próximas com um lançador de teia, impedindo suas mortes. O Homem-Aranha também pode fazer uso do ambiente para lutar ao pular em paredes e jogar objetos como tampas de bueiro e granadas.
Ataques bem-sucedidos e consecutivos acumulam "Foco", que pode ser usado parcialmente para curar o personagem, enquanto um Foco completo permite ataques especiais que podem derrotar um inimigo com um único golpe. O Homem-Aranha possui um "sentido-aranha", que é mostrado como ícone branco acima da cabeça do personagem, indicando ataques iminentes que podem ser desviados. Uma esquiva precisa realizada pouco antes do ataque permite o Homem-Aranha retaliar ao prender temporariamente o inimigo em uma teia. Alguns inimigos precisam ser sobrepujados utilizando abordagens diferentes. Por exemplo, inimigos portadores de armas brancas precisam ser jogados para o ar e oponentes com escudos precisam ser atacados por trás. Adversários armados com chicotes irão jogar o Homem-Aranha no chão e necessitam serem contra-atacados a fim de serem combatidos. Outros tipos de inimigos incluem agentes blindados que suportam mais danos, brutos e inimigos com jetpacks que permanecem sempre no ar.
O Homem-Aranha tem acesso a diversos dispositivos que podem ser empregados em combate; estes incluem teias elétricas, rajadas concussivas e uma teia de impacto que joga o inimigo para trás e pode prendê-lo permanentemente em uma superfície próxima. Dispositivos são desbloqueados ao progredir pelo jogo e podem ser acessados em um menu radial. O Homem-Aranha também possui vários trajes desbloqueáveis que são baseados em versões existentes do personagem em outras mídias; também há trajes originais criados para o jogo. Muitos destes oferecem habilidades especiais que podem ajudar em combate, como aumentar o ganho de Foco, reduzir a gravidade, aprimorar a furtividade, deixar o jogador invulnerável e lançar um pulso eletromagnético que desabilita armas inimigas. Os poderes e trajes podem ser combinados livremente depois de desbloqueados. O combate furtivo envolve o Homem-Aranha mover-se por locais elevados e usar dispositivos e teias a fim de neutralizar oponentes isolados. Subir de nível permite que o jogador desbloqueie habilidades de três especialidades diferentes: combate terrestre, combate aéreo e navegação.
Trajes, modificações, dispositivos e seus melhoramentos associados são comprados com recursos chamados de Fichas, que são conquistadas ao se realizar tarefas específicas. Cada item desbloqueável necessita de diferentes quantidades de cada tipo de Ficha: Fichas de Desafio por completar as missões cronometradas de combate, furtividade e navegação do Treinador; Fichas de Mochila por localizar as antigas mochilas do Homem-Aranha contendo lembranças do passado; Fichas de Pesquisa por completar missões das estações de pesquisa, minijogos de ciência e coletar pombos; Fichas de Crime por impedir crimes em andamento na cidade; Fichas de Base por liberar bases inimigas; e Fichas de Monumento por tirar fotos de locais específicos ao redor da cidade. Também há minijogos que rendem pontos de experiência e fichas de pesquisa, incluindo Quebra-Cabeças de Circuito, que exigem o arranjo de uma rede elétrica, e Quebra-Cabeças de Padrão, que necessitam da recriação de um padrão específico usando partes compostas. Torres de rádio em diferentes áreas podem ser decifradas, destacando itens colecionáveis, missões e crimes em andamento.
Algumas seções do jogo são jogadas como Peter Parker, o alter-ego do Homem-Aranha, como sua ex-namorada Mary Jane Watson e seu aliado Miles Morales. As seções de Peter são focadas na resolução de quebra-cabeças, enquanto as partes de Mary Jane e Miles são centradas no uso de furtividade para evitar inimigos. O jogo originalmente tinha três níveis de dificuldade: Amigável (fácil), Incrível (normal) e Espetacular (difícil). Uma atualização pós-lançamento incluiu uma quarta dificuldade chamada de "Suprema", que aumenta a saúde e o dano dos inimigos ao mesmo tempo que diminui as do Homem-Aranha, além de um modo "Novo jogo+" que permite que o jogador comece uma nova campanha usando todos os seus trajes, poderes, dispositivos e modificações desbloqueadas anteriormente. Spider-Man também inclui opções de acessibilidade, permitindo que os jogadores pulem os minijogos, modifiquem o tamanho das legendas, completem automaticamente quick time events e substituam apertar o mesmo botão repetidas vezes por segurá-lo continuamente. Um modo foto permite que o jogador tira fotografias do Homem-Aranha usando uma variedade de filtros, bordas e adesivos para customização. A câmera também pode ser usada para tirar selfies e pode ser movida livremente ao redor do personagem.

## Sinopse

### Personagens
Spider-Man possui um elenco de personagens tirados dos quadrinhos do Homem-Aranha. O protagonista é Peter Parker (Yuri Lowenthal), um assistente de pesquisa de 23 anos que ganhou poderes super-humanos depois de ter sido mordido por uma aranha geneticamente modificada. Ele assumiu a identidade secreta de Homem-Aranha e passou a usar suas habilidades para proteger Nova Iorque. Peter se transformou em um experimente combatente do crime no decorrer de oito anos de atividade como Homem-Aranha, porém sofre dificuldades ao equilibrar suas vidas de super-herói e pessoal. Ele é auxiliado por Mary Jane Watson (Laura Bailey), uma repórter do Clarim Diário e sua ex-namorada, e a capitão policial Yuri Watanabe (Tara Platt). Em sua vida de civil, Peter tem o apoio de sua tia May Parker (Nancy Linari), que trabalha de voluntária no abrigo para sem-tetos F.E.S.T.A., este administrado pelo filantropo Martin Li (Stephen Oyoung). Peter trabalha junto com seu amigo e mentor doutor Otto Octavius (William Salyers), um respeitado cientista.
Outros personagens incluem Miles Morales (Nadji Jeter) e seus pais, o policial Jefferson Davis (Russell Richardson) e Rio Morales (Jacqueline Pinol); Norman Osborn (Mark Rolston), presidente da Oscorp e prefeito de Nova Iorque; e Silver Sablinova (Nichole Elise), líder de uma companhia mercenária. A missão do Homem-Aranha o coloca em conflito com vários inimigos, começando com seu antigo oponente Wilson Fisk (Travis Willingham) e incluindo uma gangue de Demônios que começou a atacar a cidade ao comando do Senhor Negativo, que consegue corromper as pessoas com seu toque. O Homem-Aranha também deve enfrentar Electro (Josh Keaton), Rino (Fred Tatasciore), Escorpião (Jason Spisak), Abutre (Dwight Schultz), Shocker (Dave B. Mitchell), Treinador (Brian Bloom), Screwball (Stephanie Lemelin) e Lápide (Corey Jones).
Vários outros personagens aparecem apenas por voz, incluindo Harry Osborn (Scott Porter), um amigo de infância de Peter e Mary Jane que supostamente está de férias na Europa; e o podcaster J. Jonah Jameson (Darin de Paul), notório por se opor ao Homem-Aranha. Stan Lee, co-criador do Homem-Aranha, aparece em uma ponta como um atendente de restaurante. O conteúdo para download do jogo tem a presença de mestre-ladra Gata Negra (Erica Lindbeck, que também tem um papel apenas por voz no jogo principal), o mafioso Cabeça de Martelo (Keith Silverstein) e Walter Hardy (Daniel Riordan), o pai da Gata Negra.

### Enredo
Depois de anos tentando, o Homem-Aranha finalmente consegue levar Wilson Fisk para a cadeia, porém em pouco tempo  os negócios ilícitos de Fisk passam a ser tomados pelos Demônios. Mary Jane e o Homem Aranha descobrem que os Demônios estão atrás de algo chamado de "Bafo do Diabo". Algum tempo depois, o Homem-Aranha consegue impedir um ataque dos Demônios com a ajuda do policial Jefferson Davis. Davis é elogiado por seu heroísmo durante um evento eleitoral do prefeito Norman Osborn. Entretanto, os Demônios atacam o comício, matando Davis e várias outras pessoas presentes. Peter testemunha Martin Li se transformando no Senhor Negativo, mas é deixado inconsciente antes de poder intervir. Osborn, em reação ao ataque, contrata Silver Sablinova e a empresa desta, a Sable International, para suplantar a polícia municipal. Peter acaba fazendo amizade com Miles Morales, filho de Davis, e o convence a ir trabalhar como voluntário no F.E.S.T.A..
Peter e Otto continuam sua pesquisa sobre membros prostéticos avançados, porém Osborn retira o financiamento dos dois em uma tentativa de forçar Otto a voltar a trabalhar para a Oscorp. Otto, mesmo assim, continua sua pesquisa por conta própria, porém começa a ficar obcecado pela criação de um membros que superem as limitações do corpo humano. Ele revela para Peter que está sofrendo de uma doença neuromuscular que o deixará sem movimentos no corpo, com os membros aprimorados assim lhe permitindo continuar trabalhando. Peter avisa Otto que a interface dos membros pode afetar sua mente e personalidade, mas Otto continua sua pesquisa em segredo.
O Homem-Aranha inicia investigações sobre Li e descobre que o Bafo do Diabo é uma arma biológica letal e virulenta criada acidentalmente pela Oscorp enquanto pesquisava a cura para doenças genéticas. Li consegue localizar e roubar a única amostra existente do Bafo do Diabo, ameaçando liberá-la a menos que Osborn se renda. Entretanto, o plano de Li é frustrado pelo Homem-Aranha e Mary Jane, com o Bafo do Diabo sendo apreendido e Li encarcerado. Entretanto, algum tempo depois, Li, Electro, Abutre, Rino e Escorpião conseguem escapar da prisão durante uma rebelião. Eles conseguem subjugar o Homem-Aranha e apresentá-lo a Otto, que agora é chamado de Doutor Octopus. Ele nocauteia o Homem-Aranha, retoma o Bafo do Diabo e o libera na Times Square, causando um surto que infecta a Tia May. Nova Iorque entre em caos enquanto a equipe de Octopus ataca a cidade. Osborn declara lei marcial e culpa o Homem-Aranha pelo incidente, declarando-o um fugitivo da justiça.
O Homem-Aranha consegue derrotar Electro, Abutre, Rino e Escorpião, gradualmente tomando a cidade de volta. Mary Jane esgueira-se para dentro da cobertura de Osborn e descobre que o Bafo do Diabo foi desenvolvido com a intenção de curar Harry, o filho de Osborn que estava com uma doença terminal. Ela também descobre que existe um antídoto para o Bafo do Diabo e que Li o roubou. O Homem-Aranha encontra e derrota Li, porém Octopus derrota facilmente o Homem-Aranha e escapa com o antídoto. Miles acaba sendo mordido por um aranha geneticamente modificada pela Oscorp, trazida sem querer por Mary Jane da cobertura de Osborn.
Peter, mesmo ferido, constrói sozinho um traje blindado e vai enfrentar Octopus no topo da Torre Oscorp, também libertando Osborn. Octopus revela que sabia da identidade secreta de Peter desde o começo. O Homem-Aranha consegue derrotar Octopus e recuperar o antídoto. Peter é forçado a escolher entre usar a cura limitada para salvar May da uma morte iminente ou sintetizar uma vacina para curar as massas; ele escolhe salvar todos. May, antes de morrer, revela que sabia que Peter era o Homem-Aranha, afirmando que tem orgulho dele. Nova Iorque recuperou-se e voltou ao normal pelos três meses seguintes, com Peter e Mary Jane reatando seu relacionamento. Miles revela para Peter que adquiriu poderes de aranha, fazendo Peter revelar seus próprios poderes. Na cena pós créditos, Osborn entra em seu laboratório secreto dentro de sua cobertura, onde Harry está sendo mantido em estase dentro de uma tanque com uma substância negra e pegajosa. A substância reage depois dele colocar sua mão no tanque.

## Desenvolvimento

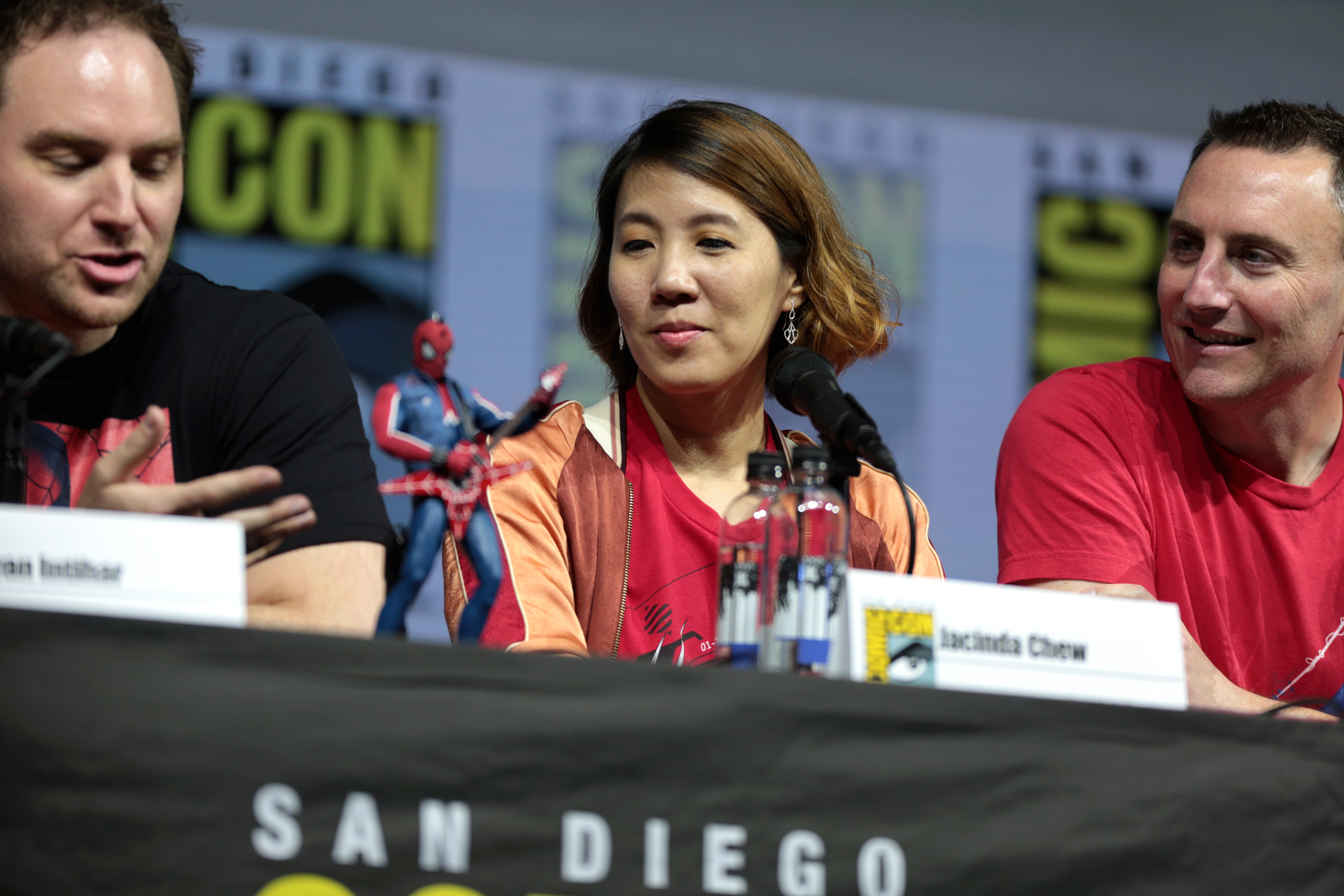
O diretor de criação Bryan Intihar, a diretora de arte Jacinda Chew e o roteirista Jon Paquette

Spider-Man surgiu quando a Marvel Entertainment entrou em contato com a Sony Interactive Entertainment sobre a possibilidade de trabalharem em um jogo adaptação de um de seus heróis e que fosse tratado como um exclusivo feito pela própria publicadora. Connie Booth, vice-presidente de desenvolvimento de produtos da Sony, visitou a Insomniac Games e conversou com Ted Price, seu presidente, levantando a hipótese da desenvolvedora trabalhar em um título baseado em alguma propriedade da Marvel. Price afirmou que sua resposta foi "bem neutra", pois a Insomniac até então tinha apenas desenvolvido propriedades intelectuais originais; ele conversou sobre a ideia com alguns de seus funcionários, que ficaram animados com a possibilidade do projeto. A desenvolvedora tinha recentemente lançado Sunset Overdrive, um exclusivo para Xbox One; as discussões sobre um novo projeto em potencial ocorreram informalmente, pois não havia nenhum acordo fechado no momento.
O projeto representou uma mudança na estratégia da Marvel em relação a jogos eletrônicos; Jay Ong, vice-presidente sênior da Marvel Games, afirmou que a empresa antes lançava títulos baseada na estreia de filmes de suas propriedades, porém isto não permitia que os desenvolvedores tivessem tempo suficiente para criarem produtos interessantes. A Marvel não queria que o jogo fosse baseado em algum filme ou quadrinho preexistente, permitindo que a Insomniac escolhesse qualquer personagem de seu catálogo para contarem uma história original. Depois de algumas conversas, os desenvolvedores escolheram o Homem-Aranha, pois gostavam da dinâmica entre o heroico Homem-Aranha e seu alter-ego ordinário Peter Parker, além de se identificarem de forma geral com o personagem. A publicadora Activision fora a responsável pelos jogos eletrônicos do personagem desde 2000, porém isto deixou de ser o caso, com os títulos futuros ficando agora aos cuidados da Sony e da Insomniac.
O diretor de criação Bryan Intihar disse que "Eu sinto que ele é um dos heróis mais simpáticos. Por mais que eu ame Tony Stark, é difícil se identificar com um bilionário. Por mais que eu ame Thor, é difícil se identificar com um deus. Peter comete erros, tem momentos bons e ruins em sua carreira, em seus relacionamentos e na sua família. Acho que todos nós conseguimos simpatizar com isso". Price comentou que "Ele é muito humano e ele é muito simpático. E também é, eu acho, o personagem mais popular da Marvel no mundo". Price também considerou os benefícios técnicos da escolha, pois Sunset Overdrive tinha um sistema dinâmico de navegação que poderia ser aprimorado para funcionar no novo jogo. Spider-Man tornou-se a primeira propriedade intelectual licenciada desenvolvida pela Insomniac em seus mais de vinte anos de existência.

### Narrativa
Intihar trabalhou com uma equipe de roteiristas, liderada por Jon Paquette, para criar uma versão original do Homem-Aranha que fosse fiel ao original. Além de Paquette, a história foi escrita por Benjamin Arfman e Kelsey Beachum. Christos Gage co-escreveu o roteiro, enquanto Dan Slott deu contribuições adicionais. A Insomniac pesquisou diferentes versões do personagem a fim de compreenderem os elementos que criavam uma boa história do Homem-Aranha, depois do qual Paquette quis evitar influenciar-se de mais em uma única versão. Algo que a equipe descobriu foi que, quando o Homem-Aranha ganha, Peter Parker perde, e vice-versa. Spider-Man foi projetado para ser história tanto de Peter Parker quanto do Homem-Aranha. A equipe evitou recontar a história de origem do personagem, pois consideraram que ela era de conhecimento público.
O Homem-Aranha e Peter Parker foram dublados por Yuri Lowenthal. Ele trabalhou com a diretora de dublagem Kris Zimmerman para tentar diferenciar sua voz para Peter, em que ela é mais gentil, daquela do Homem-Aranha, que é mais confiante. Entretanto, ele achava que as duas vozes não deveriam ser completamente diferentes, assim passou muito tempo praticando sua interpretação com o objetivo de encontrar um equilíbrio. Paquette persuadiu a Insomniac a escolher o ator para o papel por confiar em seu talento de atuação; sem isto, Lowenthal não teria sido chamado para o projeto. Várias versões das mesmas conversas foram gravadas para os diálogos do Homem-Aranha no mundo aberto, tanto para seu estado tranquilo quanto para uma situação mais estressante, como combate ou navegação com as teias. Essas gravações podem ser trocadas no meio da conversa caso a situação do personagem mude de tranquila para estressante. Lowenthal também trabalhou com dois coordenadores de dublês durante o desenvolvimento.
A relação de Peter com Otto Octavius veio do desejo da Insomniac de dar ao personagem um trabalho que acolhesse sua inteligência. Os roteiristas consideraram meios de deixar o trabalho mais interessante, chegando por fim à ideia da fazê-lo trabalhar para Otto e ser parcialmente responsável por criar um de seus maiores inimigos. Paquette destacou a relação dos dois, desejando fazer de Otto uma figura trágica, otimista e mentora para Peter, em vez de ser apenas mais um megalomaníaco tradicional. O roteirista também quis detalhar a amizade deles para que assim a transformação de Otto em Doutor Octopus tivesse mais significado e peso. A diretor de arte Jacinda Chew pesquisou os desenhos e representações de Otto nos quadrinhos, salientando seu corte de cabelo tigela e óculos verdes, porém escolheu modernizar sua aparência e fazê-lo mais careca e nerd. Intihar descreveu Otto e Peter como paralelos um do outro em vários quesitos, particularmente em sua inteligência e compaixão.
Os roteiristas, ao representarem a relação de Peter com Mary Jane Watson, queriam demonstrar que ela tinha habilidades próprias que lhe permitiam ser uma heroína por conta própria, necessitando que Peter aprenda a não ser super-protetor e que confie nela e em outras pessoas. Arfaman  afirmou que Mary Jane era sua personagem favorita de escrever e que o novo trabalho dela como repórter lhe permitia maior atitude e que fosse uma parceria ativa para o Homem-Aranha. Quando a Insomniac decidiu usar um Peter mais velho, Miles Morales foi adicionado como um personagem mais jovem com quem o público jovem pudesse se identificar. A morte da tia May foi considerada um ponto vital para o crescimento de Peter, além de um desafio pois May desempenha um papel grande nas histórias do Homem-Aranha; Paquette afirmou que esse momento precisava ser merecido. A Marvel inicialmente vetou a morte da personagem, porém mudaram de opinião a medida que o desenvolvimento do jogo progrediu.
May aconselha Peter no começo da história que ele é apenas humano; Paquette disse que a mensagem transmitida é não guardar tudo para si mesmo e aprender a confiar em outras pessoas. Peter aprende a confiar em Mary Jane e Miles até o terceiro ato, porém, nesse momento, já é muito tarde para salvar todos e Peter acaba vendo-se no meio de uma "escolha impossível". Paquette descreveu isto como o sacrifício do herói que revela algo profundo sobre o personagem e sobre o que ele se importa. A morte de May foi descrita como um eco daquela do tio Ben Parker, que morre porque Peter fez uma escolha egoísta; May, por sua vez, morre porque ele faz uma escolha altruísta. Peter, consequentemente, fica com uma culpa mista. Uma cena agridoce, mas feliz, entre Peter e Mary Jane foi inserida no final para encerrar o jogo em um tom mais positivo. A chefe de polícia Yuri Watanabe foi escrita como uma pessoa bondosa que compartilha o sentimento de responsabilidade em proteger a cidade e seus habitantes a qualquer custo.
Paquette descreveu o Senhor Negativo como o herói de sua própria história; sua origem foi pensada para dar propósito tanto a Otto quanto Norman Osborn, que estava fazendo coisas ruins a fim de salvar seu filho. Martin Li, o alter-ego do Senhor Negativo, foi conectado com May e Peter com o objetivo de aumentar os riscos para a vida de Peter. Vários dos episódios do podcast de J. Jonah Jameson foram escritor por Gage, que afirmou que se identificava por ser um homem ranzinza de meia-idade. Gage considerou que os podcasts permitiam que os jogadores vissem os pensamentos dos cidadãos de Nova Iorque sobre o Homem-Aranha, mesmo os programas várias vezes culpando o personagem pelos eventos do jogo. Sabre de Prata foi adicionada porque Gage achava que era necessário uma força para aumentar as apostas a medida que a situação da cidade piorava. As postagens de mídias sociais dentro do jogo foram escritas por membros da equipe da Insomniac e pelo departamento de garantia de qualidade da Sony.

### Projeto

O "Traje Avançado" do Homem-Aranha, criado pela Insomniac para Spider-Man

Spider-Man usa o mesmo motor de jogo anteriormente empregado em Sunset Overdrive, modificado em Ratchet & Clank para acomodar resoluções 4K e HDR. O mapa de Nova Iorque foi dividido em oitocentas seções quadradas, cada uma de aproximadamente 128 metros quadrados. Seções fora de vista são descarregadas e substituídas por aquelas em vista a medida que o Homem-Aranha se move. Mike Fitzgerald, arquiteto chefe e diretor de núcleo, afirmou que, ao mover-se em velocidade máxima, uma nova seção é carregada a cada segundo. A Insomniac queria que balançar-se nas teias fosse uma experiência divertida sem que as físicas fossem muito realistas. Eles combinaram movimentos de câmera, animações de personagem e campo de visão para que o movimento ficasse mais heroico. Cada linha da teia se conecta a um objeto físico. Toda a arquitetura do jogo contém diversos pontos de ancoragem; o ponto ideal é selecionado com o objetivo de manter a direção e ímpeto do jogador. Cada personagem possui um modelo de alta qualidade para planos fechados, cenas e sequências pré-determinadas, cada um contendo aproximadamente sessenta mil vértices. O chefão final é renderizado com um milhão de polígonos, a maior contagem de polígonos que a Insomniac já usou para renderizar um único personagem.
A Insomniac desejava modernizar o traje do Homem-Aranha ao mesmo tempo que prestava homenagem ao original, feito por Steve Ditko. A nova versão possui um símbolo de aranha grande e branco que estende-se pelo torso, luvas semelhantes a manoplas e um calçado parecido com tênis, este baseado em itens usados por atletas, em vez de ser uma bota. Chew disse que o objetivo de projeto era criar um traje que um "aspirante a super-herói de 23 anos" usaria na Nova Iorque de 2018. A diretora de arte comparou o traje com uma roupa de compressão e disse que cada cor representa um material diferente; azul é o mais flexível e é onde o Homem-Aranha necessita de mais flexibilidade, como seus membros. O vermelho é flexível, porém é mais grosso para proteção contra pequenos arranhões. Branco, por sua vez, é similar a fibra de carbono e oferece mais proteção, sendo posicionado no peito, mãos e pés. Cada traje possui lançadores de teia únicos para o traje que foram projetados. Diferente de versões anteriores, a Mary Jane de Spider-Man é uma repórter que usa uma roupa inteligente, sensível e elegante a fim de refletir sua histórico como modelo. O Senhor Negativo foi inicialmente desenhado como um jovem rebelde que usaria jaqueta e óculos de sol; a progressão da narrativa influenciou o personagem e foi decidido alterar seu visual para refletir sua verdadeira natureza, assim ele recebeu um terno branco e preto para mostrar seu lado humano e sua versão transformada.
O terceiro ato, depois da fuga da prisão, originalmente era maior e incluía batalhas separadas contra o Abutre e Electro. Intihar afirmou que Spider-Man não estava funcionando nesse formato e a Insomniac foi forçada a cortar conteúdos, o que eles acharam difícil pois afastava-se da visão que tinham para o título. Um dos membros da equipe teve a ideia de combinar os confrontos de Abutre e Electro e um só, montando uma pequena demonstração de uma combate aéreo, com essa versão sendo implementada no jogo final.

### Música
A trilha sonora de Spider-Man foi composta por John Paesano, que trabalhou no projeto por mais de dois anos. O objetivo da música era que fosse um personagem próprio e que criasse uma ambiência cinematográfica, em vez de apenas estar presente no fundo. O tema principal demorou dois meses para ficar pronto, com ele sendo depois dividido em outros segmentos para ser a trilha de outros personagens. Paesano se influenciou na música criada para o Homem-Aranha em outras mídias, porém focou-se na idade levemente mais velha do Homem-Aranha do jogo, adicionando mais seriedade para a trilha. O compositor escolheu criar a música mais da perspectiva de Peter Parker do que do Homem-Aranha, enfatizando dessa forma a humanidade do personagem sobre seu papel como super-herói. Paesano tentou deixar a trilha simples e reconhecível, assim manteve o mesmo tema de Peter Parker/Homem-Aranha no decorrer da história, porém o modificou com diferentes arranjos e instrumentos. Ele também queria evitar o problema que enxergava nos filmes do Universo Cinematográfico Marvel, em que muitas trilhas diferentes acabam se diluindo entre si. O tema principal é entrelaçado com as trilhas dos vilões, uma técnica que Paesano comparou com o trabalho de John Williams na série Star Wars, para lembrar o público que tudo faz parte da história de Peter.

## Lançamento

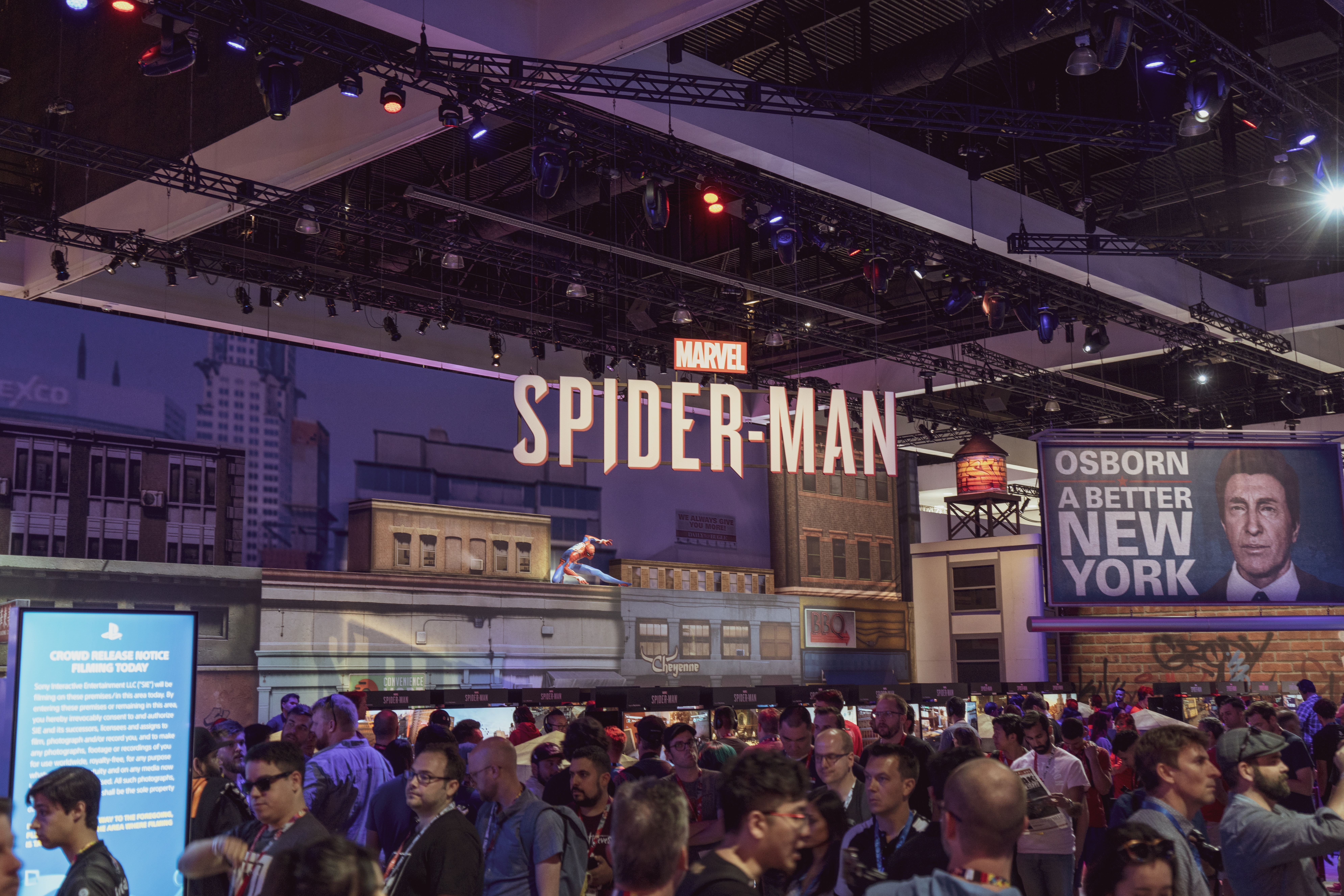
Estande da Sony Interactive Entertainment na E3 2018, tematizado com Spider-Man

Spider-Man foi anunciado em junho de 2016 durante a conferência de imprensa da Sony na Electronic Entertainment Expo. Seu desenvolvimento principal foi finalizado em 30 de julho de 2018, depois de aproximadamente quatro anos de produção. O título foi lançado exclusivamente para PlayStation 4 em 7 de setembro de 2018. Jogadores que compraram Spider-Man na pré-venda tiveram acesso a elementos desbloqueáveis dentro do jogo, incluindo trajes alternativos, pontos de habilidade extras, um drone-aranha, um tema de jogo desenhado por Adi Granov para ser usado no menu do PlayStation 4 e um avatar para a PlayStation Network. Versões especiais do jogo também foram disponibilizadas: a versão "Digital de Luxo" incluía acesso ao conteúdo para download The City that Never Sleeps e uma edição limitada de um broche do Homem-Aranha para os Estados Unidos e Canadá. A "Edição de Colecionador" dava acesso a The City that Never Sleeps, uma caixa de metal exclusiva, um livro de artes conceituais, um adesivo e uma estatueta do Homem-Aranha criada pela Gentle Giant. A Sony também lançou uma edição vermelha limitada do PlayStation 4 que continha o emblema do Homem-Aranha e também vinha com uma versão padrão do jogo. Uma edição chamada de "Jogo do Ano", contendo The City that Never Sleeps, estreou em 28 de agosto de 2019. Uma remasterização de Spider-Man e seus conteúdos para download foram lançadas para PlayStation 5 em 12 de novembro de 2020 junto com a edição especial de Spider-Man: Miles Morales.
O jogo foi divulgado em outras mídias. Um comercial de noventa segundos destacando a batalha do Homem-Aranha contra Rino e Escorpião foi exibido durante a primeira partida da temporada regular da NFL, que teve uma audiência de aproximadamente 19,5 milhões de telespectadores. Eric Lempel, chefe de marketing da Sony Interactive Entertainment, afirmou que foi uma das propagandas mais caras que a companhia já vinculou. Além disso, foram lançados vídeos mostrando características do jogo e narrados por personagens como J. Jonah Jameson, e o artista Alex Ross desenhou uma capa exclusiva para uma edição da revista Game Informer. Um trem do metrô de Nova Iorque foi totalmente coberto por materiais promocionais de Spider-Man, incluindo propagandas no interior, cadeiras e pôsteres e também comerciais fictícios para o Clarim Diário. Pouco antes do lançamento, alguns fãs começaram a criticar imagens de divulgação de diferentes versões do jogo, ambas as quais mostravam a mesma cena, porém a versão mais recente continham poças d'água menores do que a mais antiga. James Stevenson, diretor de comunidade da Insomniac, respondeu afirmando que o jogo não tinha sofrido uma redução de qualidade gráfica. A empresa posteriormente parodiou essas críticas ao acrescentar adesivos de poças cartunescas para serem usados no modo foto.

### Outras mídias
A Titan Books publicou dos livros relacionados ao jogo. O primeiro foi Spider-Man: Hostile Takeover, que estreou em 21 de agosto de 2018. Ele foi escrito por David Liss e acompanha o conflito do Homem-Aranha contra Wilson Fisk enquanto este tenta chantagear o profeito Osborn para nomeá-lo financiador da cidade, além de mostrar o fim do relacionamento de Peter e Mary Jane devido ao comportamento super-protetor do primeiro. Hostile Takeover também apresenta sua versão de Eco, uma artista marcial surda que se alia ao Homem-Aranha, e de Blood Spider, um vilão que recebeu habilidade super-humanas pelos experimentos da Oscorp e é empregado por Fisk. O segundo livro foi Spider-Man: The Art of the Game, escrito por Paul Davies, que continha várias artes conceituais, desenhos e projetos do jogo.
A versão do Homem-Aranha apresentada no jogo apareceu na história em quadrinho Spider-Geddon de 2018, escrita por Gage e uma sequência de Spider-Verse de 2014, que reúne pessoas-Aranha de diferentes realidades da Marvel. A edição #0 de Spider-Geddon estreou em setembro de 2018 e acompanha o Homem-Aranha Superior, uma versão alternativa de Otto Octavius dentro do corpo de Peter Parker, enquanto viaja para a Terra-1048 de Spider-Man a fim de recrutar o Homem-Aranha do jogo. A história de Spider-Geddon ocorre depois do eventos do jogo e também apresenta uma versão de Tarantula. Os artistas da Insomniac criaram capas alternativas para a série.
Uma minissérie em seis edições intitulada Spider-Man: City at War foi lançada a partir de março de 2019. Ela segue os eventos do jogo e também apresenta ocorrências totalmente novas. A série foi publicada pela Marvel Comics, escrita por Dennis Hopeless, ilustrada por Michelle Bandini e com capas criadas por Clayton Crain, David Nakayama, Gerardo Sandoval e Adi Granov. Spider-Man: Velocity, uma segunda minissérie, estreou em agosto de 2019, escrita por Hopeless e arte de Emilio Laiso, com a história ocorrendo depois dos eventos do jogo e detalhando o encontro do Homem-Aranha com o vilão Enxame e o trabalho de Mary Jane com o repórter Ben Urich. A terceira minissérie, chamada Spider-Man: The Black Cat Strikes, foi lançada em janeiro de 2020. Foi novamente escrita por Hopeless e com arte de Luca Maresca, desta vez adaptando os eventos do conteúdo extra The City That Never Sleeps, também elaborando mais profundamente sobre o relacionamento do Homem-Aranha com a Gata Negra.
A Diamond Select Toys lançou comercialmente em 2019 uma estatueta de 25 centímetros do Homem-Aranha, enquanto a Sideshow Collectibles lançou no mesmo ano uma outra estatueta em uma escala de um para seis do Homem-Aranha vestido com o traje de Aranha-Punk, esta incluindo uma guitarra e um drone-aranha. O Traje Avançado apareceu no filme Spider-Man: Into the Spider-Verse de 2018 entre os vários trajes colecionados pelo Peter Parker da realidade do protagonista Miles Morales.

### Expansões
Um conteúdo para download em três episódios foi desenvolvido para Spider-Man, sendo chamado coletivamente de Spider-Man: The City that Never Sleeps. Cada episódio inclui novas missões, desafios, inimigos e troféus. The Heist, o primeiro episódio, estreou em 23 de outubro de 2018; ele se passa vários meses depois da história do jogo principal e acompanha o retorno da Gata Negra, ex-namorada do Homem Aranha, para um assalto, o que o faz entrar em conflito com famílias mafiosas. A expansão também vinha com três novos trajes desbloqueáveis, incluindo um original criado pelo ilustrador Gabriele Dell'Otto. Turf Wars, o segundo episódio, foi lançado em 20 de novembro. O enredo segue os esforços do  Homem-Aranha e Yuri Watanabe para impedirem Cabeça de Martelo de tomar o controle das famílias mafiosas e consequentemente o submundo do crime de Nova Iorque. Ele também vinha com três novos trajes, todos tirados de histórias em quadrinhos do Homem-Aranha
O último episódio foi Silver Lining, que estreou em 21 de dezembro. Sua história mostra o retorno de Silver Sablinova para Nova Iorque com o objetivo de retomar uma tecnologia sua que foi roubada pela máfia. Ela se alia ao Homem-Aranha a fim de derrotar Cabeça de Martelo, que está usando sua tecnologia para tornar-se praticamente invencível. Outros três novos trajes foram adicionados, incluindo um do filme Spider-Man: Into the Spider-Verse. O traje do Homem-Aranha usado na trilogia cinematográfica Spider-Man, dirigida por Sam Raimi, foi adicionado separadamente em dezembro de 2018. Outros dois trajes foram adicionados em janeiro de 2019: um baseado no visual do personagem na Future Foundation e outra baseada na edição 258 de The Amazing Spider-Man, em que o personagem é forçado a usar um traje do Quarteto Fantástico com um saco de papel na cabeça. Outros dois trajes foram disponibilizados em julho de 2019, ambos vindos do filme Spider-Man: Far From Home.

## Recepção

### Crítica
Spider-Man foi muito bem recebido pela crítica especializada. No agregador de resenhas Metacritic, ele possui uma aprovação de 87/100 baseada em 116 críticas, indicando "resenhas geralmente favoráveis". O título foi elogiado pela sua jogabilidade, gráficos, narrativa e caracterização, porém foi criticado por seguir convenções familiares de jogos de mundo aberto e por falta de inovações. Ele foi chamado de um dos melhores jogos eletrônicos de super-herói já feitos. Mike Minotti da VentureBeat o chamou de "o melhor jogo do Homem-Aranha ... e um dos melhores jogos de super-herói já feitos", enquanto Andrew Reiner da Game Informer escreveu que "como Batman: Arkham Asylum antes, Spider-Man eleva o padrão para um dos super-heróis mais amados do mundo".
Os críticos elogiaram as mecânicas de jogabilidade, com as mecânicas de navegação sendo aclamadas. Josh Harmon da Electronic Gaming Monthly afirmou que era uma versão mais aprimorada do sistema baseado em física apresentado em Spider-Man 2 de 2004, enquanto Jason Faulkner da GameRevolution elogiou o modo como a mecânica transmitia uma sensação de velocidade e movimento. Reiner comentou que se balançar nas teias era tão divertido que ele nunca chegou a usar o sistema de viagem rápida do jogo.
O combate foi elogiado por sua velocidade e fluidez, assim como as opções de dispositivos e opções ambientas para executar ataques. Reiner destacou o uso eficiente dos ambientes, enquanto Faulkner elogiou o combate por ter sido uma das melhores experiências que teve no jogo. Jonathon Dornbush da IGN achou que, assim que o jogador ganhava acesso a mais habilidades, Spider-Man permitia espaço maior para improvisação. Harmon escreveu que o combate oferecia muitas opções diferentes, mas tinha pouca profundidade, e que o menu de seleção de dispositivos atrapalhava o fluxo da jogabilidade. Tanto Harmon quanto Edmond Tran da GameSpot compararam o sistema de movimentação com a série Batman: Arkham, com o segundo comentando que o combate "caracteriza muito bem a natureza acrobática do Homem-Aranha". Por outro lado, Mike Williams da USGamer disse que as comparações com Batman: Arkham eram injustas, pois a gama de habilidades e dispositivos disponíveis o faziam se destacar em relação a outros títulos. Williams mesmo assim criticou o sistema de travamento de mira por dificultar acertar um alvo específico no meio de um grupo de inimigos. Dornbush comentou que as seções de furtividade destacavam os talentos do Homem-Aranha, especialmente seu amor por criar dispositivos. Harmon falou que as opções de furtividade não eram profundidas, mas que "nunca foram desagradáveis e raramente obrigatórias".
Dornbush elogiou os arranha-céus "deslumbrantes" e afirmou que "se balançar no crepúsculo enquanto os laranjas calmos do sol poente refletem nos vidros ... suscitou algumas das sessões de jogo mais relaxantes que eu já tive em muito tempo". Ele também achou que os rostos dos personagens principais eram bem animados, mas que personagens menores eram frequentemente desinteressantes. Leon Hurley da GamesRadar escreveu que Spider-Man era um "jogo visualmente adorável" e que era "raro ver algo tão grande e detalhado ter um visual consistentemente bom, com os momentos finais da história, particularmente, sendo algumas das coisas mais espetaculares que eu já vi".
A história foi bem recebida. Williams afirmou que era o melhor aspecto de Spider-Man e elogiou de forma geral o elenco. Hurley descreveu os personagens como "dublados e interpretados com uma profundidade e carisma que eu não estava esperando". Faulkner salientou que alguns aspectos eram familiares, porém achou que existiam ideias novas o suficiente para que fosse interessante. Dornbush achou que o começo era lento, mas que a narrativa "entrega consistentemente uma sensação de peso e impacto". Também elogiou o foco em Peter Parker e destacou Lowenthal por ter apresentado uma versão "emocionalmente honesta" do Homem-Aranha. Semelhantemente, Harmon gostou da caracterização e compreensão que o jogo tinha de Peter, que ele achou que era melhor do que quase todas as adaptações dos quadrinhos, também elogiando o elenco coadjuvante por terem as motivações "muita claras" e por suas atuações serem "um realce ou espelho para a abordagem altruísta de heroísmo" de Peter. Muitos críticos gostaram que Spider-Man não recontou a história de origem do personagem. Colm Ahern da VideoGamer.com afirmou que muitas das missões paralelas pareceram desnecessárias para o enredo principal, enquanto Hurley ficou decepcionado que o conteúdo paralelo não tinha a mesma qualidade das missões principais.
Dornbush achou que as batalhas contra chefões eram "grandes e emocionantes ... cheias de tensão", porém ele mesmo assim criticou algumas por serem muito simplistas, também escrevendo que grandes pedaços do meio da história ficaram vazios porque os chefões foram concentrados no começo e no fim. Tran elogiou a liberdade de poder usar poderes de trajes diferentes independentemente de seus trajes originais. Reiner comentou que as seções furtivas jogadas como Mary Janes e Miles "trazem variedades de maneiras divertidas, incluindo boas mecânicas de furtividade e quebra-cabeças inteligentes". Tran achou que as mecânicas desses segmentos não eram particularmente exigentes, mas eram "cenários memoravelmente tensos". Por outro lado, Ahern sentiu que nem todas as seções eram boas e "um pouco irritantes às vezes".
O mundo de jogo de Spider-Man foi criticado por não apresentar inovações de projeto como um título de mundo aberto, em vez disso baseando-se em elementos considerados familiares e repetitivos também presentes em outros jogos do gênero. Faulkner não gostou como muitas das atividades paralelas ficaram monótonas depois de algum tempo e também criticou a falta de variedade nos colecionáveis. Alguns críticos também expressaram decepção pela inclusão de torres que revelam pedaços do mapa e identificam pontos importantes, algo que tinha se tornado padrão em vários títulos de mundo aberto anteriores.
Marvel's Spider-Man Remastered no PC foi muito bem recebido pelos fãs.

### Vendas
Spider-Man vendeu 3,3 milhões de unidades nos primeiros três dias após seu lançamento, fazendo dele o exclusivo de PlayStation 4 mais rapidamente vendido da história até então, superando o recorde anterior de God of War de 3,1 milhões. Esse recorde foi superado em 2020 por The Last of Us Part II, com quatro milhões de cópias. O USA Today estimou que o jogo arrecadou por volta de 198 milhões de dólares durante esses três dias, superando a bilheteria norte-americana do filme Spider-Man: Homecoming, que arrecadou 117 milhões em seu fim de semana de estreia; porém, unidades que foram vendidas junto com consoles provavelmente fariam com esse número fosse ainda maior. Segundo projeções de vendas do The NPD Group, as vendas do mês de lançamento de Spider-Man foram 37% maiores do que as vendas mensais combinadas de todos os jogos do Homem-Aranha desde 1995. Ele se tornou em novembro de 2018 o jogo eletrônico de super-herói mais rapidamente vendido nos Estados Unidos.
No Reino Unido, Spider-Man foi o jogo eletrônico mais rapidamente vendido de 2018 em unidades físicas, superando Far Cry 5, que fora lançado em três plataformas diferentes e tinha vendido o dobro de God of War. Também foi o título Marvel mais rapidamente vendido, superando Lego Marvel Super Heroes de 2013, além de ter sido o jogo de formato individual mais rapidamente vendido desde Call of Duty: WWII de 2017. Ele vendeu menos do que Batman: Arkham Knight de 2015, o título de super-herói mais rapidamente vendido da geração, que fora lançado em várias plataformas. Esses dados não incluem vendas digitais. Spider-Man permaneceu como o jogo mais vendido durante três semanas consecutivas, sendo superado apenas por FIFA 19, outro título multiplataforma. Acabou sendo o segundo jogo mais vendido de setembro, atrás apenas de FIFA 19, que esteve a venda por apenas dois dias, e excedeu em 44% as vendas de primeiro mês de Uncharted 4: A Thief's End, 94% de Horizon Zero Dawn e 138% de God of War, todos outros exclusivos de PlayStation 4. Spider-Man permaneceu entre os dez títulos mais vendidos até 3 de janeiro de 2019, ao todo treze semanas.
Atualmente, Marvel's Spider-Man Remastered é um dos jogos exclusivos PlayStation mais vendidos no PC, junto com God of War, Horizon Zero Dawn e Days Gone.

## Sequências
A Insomniac inicialmente relutou em confirmar o desenvolvimento de uma sequência, com Intihar dizendo que a equipe queria manter os jogadores "investidos" no mundo do jogo por meio de The City That Never Sleeps. Spider-Man: Miles Morales, uma expansão autônoma centrada no personagem de Miles, foi finalmente anunciada em junho de 2020, sendo lançada em 12 de novembro de 2020 para PlayStation 4 e PlayStation 5. Brian Horton, diretor de criação de Miles Morales, afirmou que a história de origem do personagem como Homem-Aranha era algo que a Insomniac achou que necessitava de um jogo próprio. Horton também revelou que a empresa ainda tinha "muito da história de Peter [Parker] para contar" e que Intihar está trabalhando em "coisas grandes" para o futuro do universo de Spider-Man. Uma sequência intitulada Marvel's Spider-Man 2 foi anunciada em setembro de 2021. O jogo foi lançado em 20 de outubro de 2023 exclusivamente para PlayStation 5.